# Nonio
Nonio – miejscowość i gmina we Włoszech, w regionie Piemont, w prowincji Cusio Ossola.
Według danych na rok 2004 gminę zamieszkiwały 883 osoby, 88,3 os./km².